# Dosnon & Lepage
Dosnon & Lepage is een in 2007 opgericht champagnehuis. Het zelfstandige bedrijf is in Avirey-Lingey gevestigd.
Veel van de champagnehuizen werden al in de 19e of zelfs al in de 18e eeuw opgericht. Dit jonge bedrijf bezit 7 hectare wijngaarden in de Côtes des Bar op 2 km van de grens van de Côte-d'Or. Dosnon & Lepage Champagne worden gemaakt van wijnstokken die groeien op dezelfde grondsoort als de Chablis. De kalkachtige grond is rijk aan mineralen en ligt bezaaid met grote hoekige stenen.
De wijn mag driemaal gisten; vlak na de oogst treedt de alcoholische vergisting op. In het voorjaar na de oogst volgt de malolactische of appelzure vergisting. Die vergisting ondergaat de jonge wijn in ten minste vijf jaar oude eikenhouten vaten uit Puligny-Montrachet. Zoals altijd bij de méthode traditionnelle gebeurt, wordt de wijn met wat gist in de liqueur de tirage gebotteld waarna de derde gisting op fles plaatsvindt.
Dosnon & Lepage heeft vier champagnes in de handel gebracht:
- De Récolte Brut Extra Brut is de Brut Sans Année, de meest verkochte champagne en het visitekaartje van het huis. Deze champagne is een blanc de noirs uit 70%pinot noir en 30% pinot meunier. In de assemblage van de wijn werd de jonge wijn aangevuld met reserves uit de kelder om een constante kwaliteit te kunnen garanderen. De dosage is met vijf gram suiker per liter laag gehouden.
- De Récolte Noire Blanc de Noirs is een blanc de noirs, een witte wijn uit blauwe, de Fransman zegt "zwarte", druiven van het het ras pinot noir.
- De Récolte Rosé is een roséchampagne van uitsluitend pinot noir.
- De Récolte Blanc de Blancs is een blanc de blancs, een witte wijn van witte druiven. Hier werd alleen chardonnay gebruikt.